# Västerfjärden (vid Obbolaön)
För andra betydelser, se Västerfjärden.
Västerfjärden är en fjärd i Bottniska viken, och den ena av Umeälvens mynningsarmar (den andra är Österfjärden).
Öster om fjärden finns Obbolaön. Väster om den finns bland annat naturreservatet Strömbäck-Kont och Strömbäcks folkhögskola.